# Джером (округ, Айдахо)
Шаблон:StateAbbr_ 42°41′ пн. ш. 114°16′ зх. д. / 42.69° пн. ш. 114.26° зх. д.
Округ Джером (англ. Jerome County) — округ (графство) у штаті Айдахо, США. Ідентифікатор округу 16053.

## Історія
Округ утворений 1919 року.

## Демографія
За даними перепису 
2000 року 
загальне населення округу становило 18342 осіб, зокрема міського населення було 7968, а сільського — 10374.
Серед мешканців округу чоловіків було 9377, а жінок — 8965. В окрузі було 6298 домогосподарств, 4806 родин, які мешкали в 6713 будинках.
Середній розмір родини становив 3,33.
Віковий розподіл населення поданий у таблиці:
| Стать    | До 15 років | 15-21 | 22-29 | 30-39 | 40-49 | 50-65 | 65-85 | Понад 85 |
| -------- | ----------- | ----- | ----- | ----- | ----- | ----- | ----- | -------- |
| Чоловіки | 2403        | 1099  | 939   | 1266  | 1398  | 1236  | 937   | 99       |
| Жінки    | 2306        | 966   | 804   | 1217  | 1244  | 1213  | 1068  | 147      |

## Суміжні округи
- Лінкольн — північ
- Гудінг — захід
- Твін-Фоллс — південь
- Кассія — південний схід
- Мінідока — схід

## Виноски
1. ↑  (unspecified title) — Москва: ВИНИТИ РАН, 1964. — С. 40. — 235 с.
2. ↑  U.S. Decennial Census. United States Census Bureau. Архів оригіналу за 26 квітня 2015. Процитовано 30 червня 2014.
3. ↑  Historical Census Browser. University of Virginia Library. Архів оригіналу за 11 серпня 2012. Процитовано 30 червня 2014.
4. ↑  Population of Counties by Decennial Census: 1900 to 1990. United States Census Bureau. Архів оригіналу за 30 жовтня 2014. Процитовано 30 червня 2014.
5. ↑  Census 2000 PHC-T-4. Ranking Tables for Counties: 1990 and 2000 (PDF). United States Census Bureau. Архів оригіналу (PDF) за 18 грудня 2014. Процитовано 30 червня 2014.
6. ↑  State & County QuickFacts. United States Census Bureau. Архів оригіналу за 17 липня 2011. Процитовано 30 червня 2014.(англ.) Наведено за англійською вікіпедією.
7. ↑  American FactFinder. Бюро перепису населення США. Архів оригіналу за 21 травня 2008. Процитовано 31 січня 2008.

| США | Це незавершена стаття з географії США. Ви можете допомогти проєкту, виправивши або дописавши її. |